# Schutzgemeinschaft Deutscher Wald

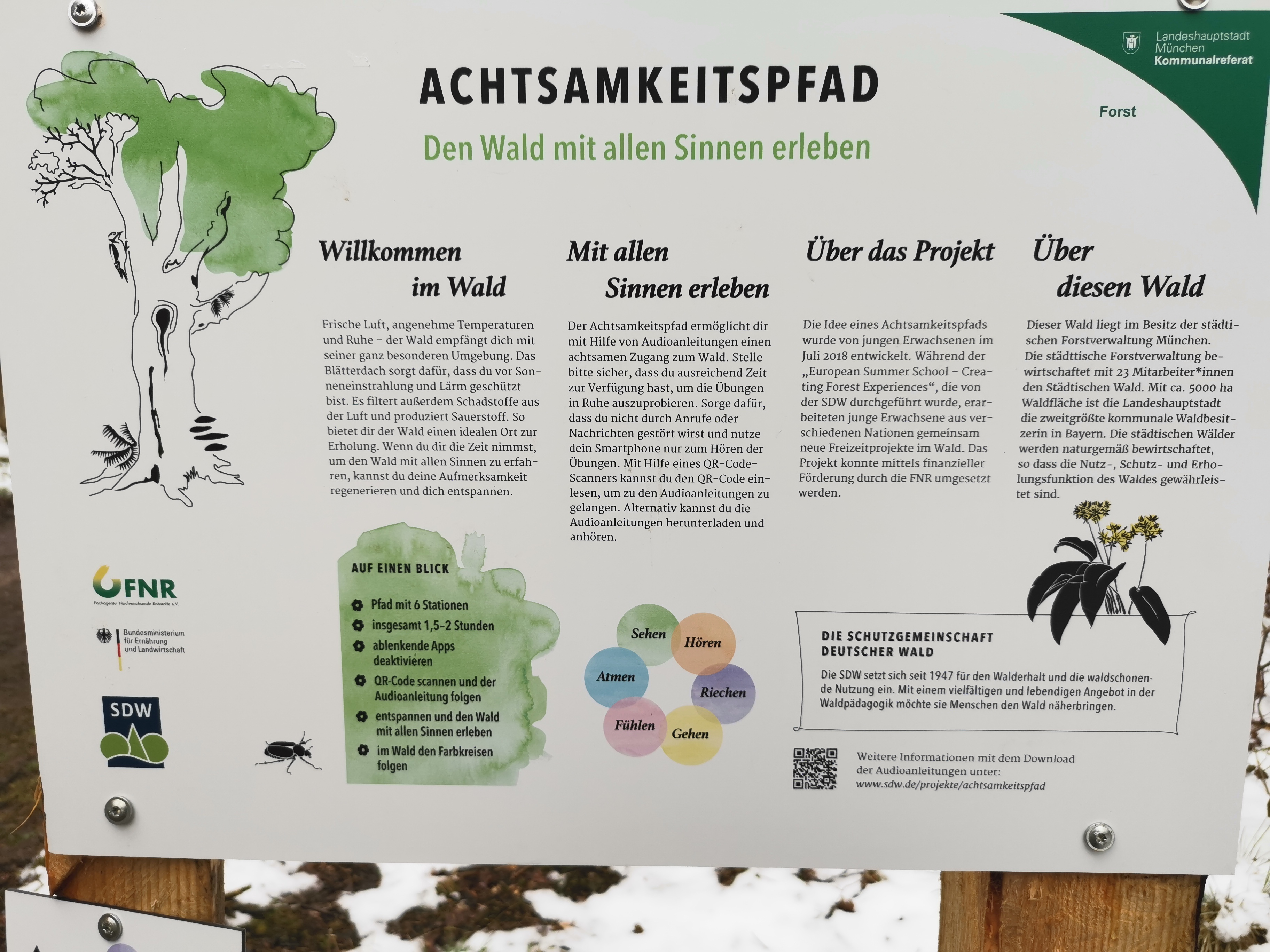
Achtsamkeitspfad im Forst Kasten bei München.

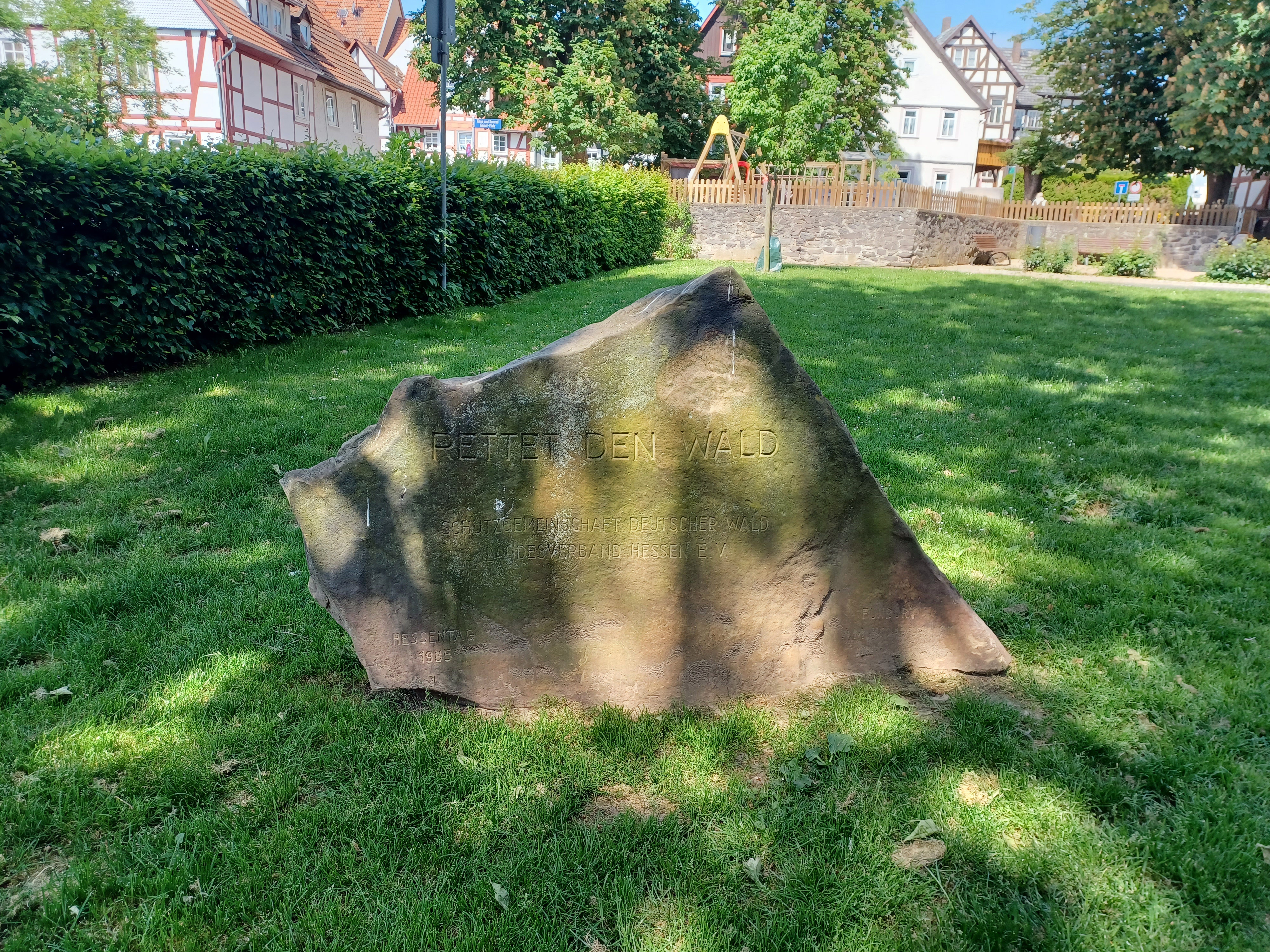
Findling als Denkmal aufgestellt in Alsfeld 1985 anlässlich den 25. Hessentags

Die Schutzgemeinschaft Deutscher Wald e. V. (SDW) ist ein Naturschutzverband, der sich für den Schutz und Erhalt der Wälder einsetzt. Die SDW ist insbesondere in der waldbezogenen Bildungsarbeit und Jugendarbeit tätig, führt vielseitige umweltbezogene Projekte durch und setzt deutschlandweit Baumpflanzungen um.

## Geschichte
Die Kriegswinter in Deutschland waren kalt; wer Kohle kaufen wollte, brauchte Bezugsscheine. Viele Menschen brauchten Brennholz, weil sie zu wenig Kohle bekamen; ganze Wälder wurden abgeholzt. 1945 waren ungefähr zehn Prozent der Waldfläche in Deutschland zerstört. 
In den ersten Nachkriegsjahren ließen die Siegermächte des Zweiten Weltkrieges 
in ihren Besatzungszonen erhebliche Teile des deutschen Waldes als Reparationsleistung großflächig abholzen. Außerdem war der Hungerwinter 1946/47 sehr kalt; viele Menschen sammelten Totholz oder fällten Bäume. 

Am 5. Dezember 1947 gründeten 500 Bürgerinnen und Bürger im Bad Honnefer Stadtteil Rhöndorf im Hotel Wolkenburg die SDW. Einer der Unterzeichner der Gründungsurkunde war der in Rhöndorf lebende Konrad Adenauer, später langjähriger Bundeskanzler der jungen Bundesrepublik. Erste Ziele der SDW waren es, die Reparations-Rodungen zu stoppen und die Wiederaufforstung gerodeter Flächen zu bewirken.
Später kam als neuer Arbeitsschwerpunkt die Aufklärung über den Wert des Waldes dazu. Auf Initiative der SDW wurde am 25. April 1952 in Deutschland der erste „Tag des Baumes“ begangen, an dem bis heute alljährlich durch Pflanzungen und Veranstaltungen die Bedeutung der Bäume und Wälder hervorgehoben wird. An jenem Tag pflanzte der damalige Bundespräsident Theodor Heuss zusammen mit dem Gründungspräsidenten der SDW, Bundesinnenminister Robert Lehr, im Bonner Hofgarten einen Ahornbaum. Die SDW baute Jugendwaldheime, führte Waldjugendspiele durch und gründete Schulwälder. Nach der Wiedervereinigung machte sich die SDW an die Aufgabe, die alten Alleen der neuen Bundesländer zu retten. Die neu gebildeten SDW-Landesverbände kartierten die Naturdenkmäler und der Bundesverband entwickelte zusammen mit dem ADAC und weiteren Verbänden die Deutsche Alleenstraße. Die SDW startete 2015 das Projekt, in den rund 11.000 Gemeinden Deutschlands Einheitsbäume zu pflanzen, wobei die ersten drei Bäume in Bonn 2015 zum 25. Jahrestag der Wiedervereinigung unter der Schirmherrschaft von Bundeskanzlerin Angela Merkel gepflanzt wurden.

## Organisationsstruktur
Der Bundesverband der Schutzgemeinschaft Deutscher Wald besteht aus 15 Landesverbänden; diese sind in Kreis- und Ortsverbände gegliedert. Der SDW kann sich auf allen Ebenen an Anhörungen und Stellungnahmen gemäß Kapitel 8 (Mitwirkung von Vereinen) des Bundesnaturschutzgesetzes bei dem Erlass von Naturschutz-Verordnungen und im Rahmen von Planfeststellungsverfahren beteiligen, da er eine förmliche Anerkennung als Naturschutzverband durch die Bundesländer und den Bund hat. Der SDW ist ein anerkannter Naturschutzverband und hat als solcher Verbandsklagerecht. 
Die SDW ist Mitglied im Deutschen Naturschutzring.

## Ziele und Aufgaben

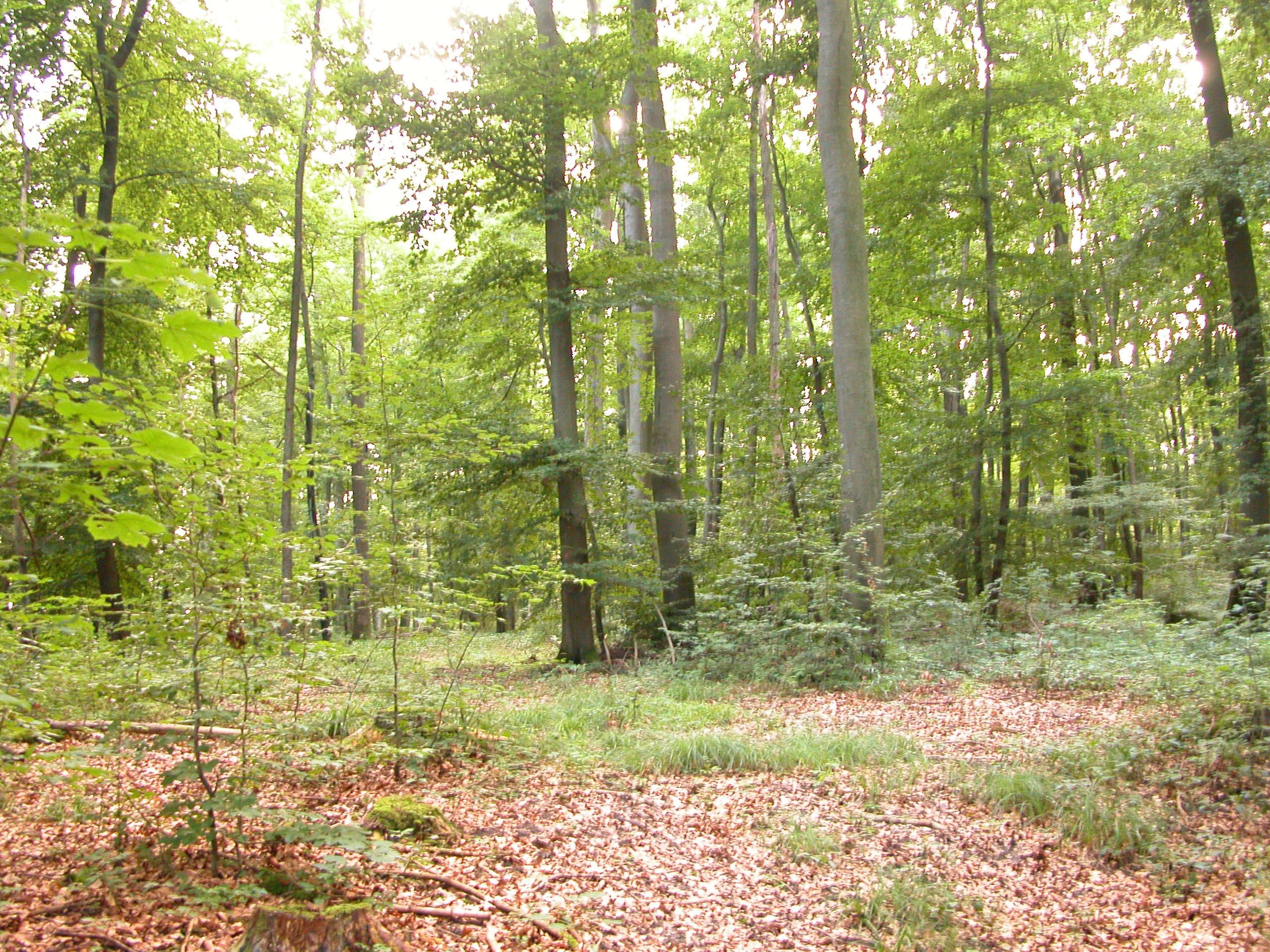
Anstelle von Monokultur fördert die SDW den Mischwald.

Die SDW hat sich zum Ziel gesetzt, den Menschen das Verständnis für die Bedeutung des Waldes näherzubringen, sie über Zustand und Gefährdung des Waldes aufzuklären sowie die wissenschaftliche Forschung zum Waldschutz zu unterstützen. Zu ihren Aufgaben gehören die Landespflege sowie umfangreiche Öffentlichkeitsarbeit. „Der Schutzgemeinschaft Deutscher Wald kommt es bei ihrer Arbeit insbesondere darauf an, einen konsensfähigen Umwelt- und Naturschutz zu betreiben, d. h. auch mit Partnern aus Politik, Wirtschaft und Verbänden nach gangbaren Wegen zur nachhaltigen Lösung der Probleme zu suchen. Der notwendige Ausgleich zwischen Gesellschaft und Ökologie darf nach Meinung der SDW nicht vernachlässigt werden. Nachhaltiges Handeln gemäß der Agenda 21 steht dabei global als auch lokal im Mittelpunkt.“

## Finanzierung
Neben Mitgliederbeiträgen und Spenden unterstützen zahlreiche Sponsoren die Arbeit der Schutzgemeinschaft Deutscher Wald. Gefördert wird die SDW durch das Bundesministerium für Ernährung und Landwirtschaft.

## Tätigkeitsbereiche

### Waldpädagogik
Die SDW versucht mit ihren Aktivitäten, Kinder bereits ab dem Kindergartenalter für den Wald zu sensibilisieren. Die Landes-, Kreis- und Ortsverbände bieten Waldexkursionen, Bastelnachmittage, Waldjugendspiele, Walderlebnistage für die ganze Familie und Aktionen in den verschiedenen „Häusern des Waldes“ und Waldschulen an. Die SDW hat Schulwälder und Waldjugendheime errichtet und entwickelte die Idee der Waldjugendspiele. In Schleswig-Holstein, dem waldärmsten Bundesland Deutschlands, gibt es inzwischen über 250 für den Schulunterricht genutzte Schulwälder. Die vielfältige Waldpädagogik der SDW spiegelt sich heute in mobilen Waldschulen, Patenforsten, Waldlehrpfaden, Waldkindergärten und anderen Aktionen wider.

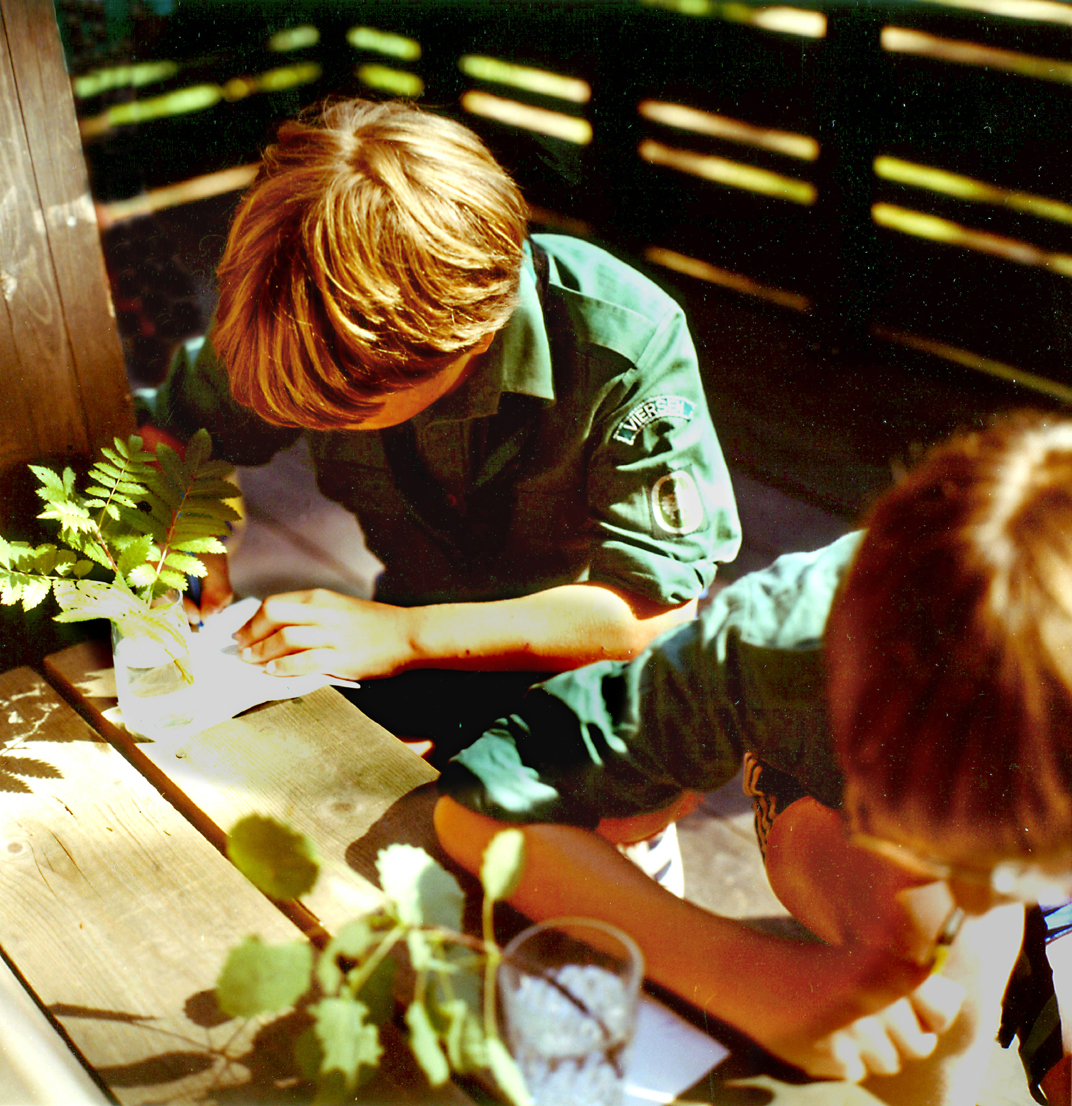
Mitglieder der Waldjugend bei Bestimmungsübungen.

#### Waldjugendspiele
Ein seit Jahren wichtiges Standbein der Waldpädagogik sind die von der SDW entwickelten Waldjugendspiele. Sie werden meist in Zusammenarbeit mit Kommunen und Forstämtern (auch „Waldrallye“ oder „Waldolympiade“ genannt) durchgeführt. Auf einem etwa zwei Kilometer langen Parcours mit 10 bis 15 Stationen können die Kinder und Jugendlichen mit Geschick, Beobachtungsgabe und detektivischem Spürsinn bestimmte Aufgaben lösen, die sich im Zusammenhang mit dem Ökosystem Wald stellen. Der Schwerpunkt liegt bei den dritten und vierten Klassen im Grundschulbereich. In den letzten Jahren haben jedes Jahr an den Waldjugendspielen, die meist in Zusammenarbeit mit Förstern, Waldjugend oder anderen Waldexperten organisiert werden, mehr als 350.000 Schüler teilgenommen.

#### Jugendwaldheime und Waldschulen
Seit 1948 gibt es Jugendwaldheime, in denen Schulklassen eine Woche im Wald verbringen. Sie lernen den Lebensraum Wald kennen, helfen bei der Waldpflege und erfahren vieles über die Forstwirtschaft. Diese Jugendwaldeinsätze halfen in den ersten Jahren bei der Aufforstung der zerstörten Wälder. Heute sind sie eine moderne Umweltbildungseinrichtung und werden von allen Schulformen als außerschulischer Lernort gerne genutzt. 1998 feierte das älteste deutsche Jugendwaldheim (bei Walkenried im Südharz) sein 50-jähriges Bestehen. Inzwischen gibt es in der Bundesrepublik 42 Jugendwaldheime und über 40 Waldschulen, die von der SDW oder von lokalen Forstbehörden unterhalten werden.
Waldschulen sind eine Ergänzung zu dem Angebot der Jugendwaldheime. Hier können Schulklassen oder Kindergärten einen halben oder ganzen Tag im Wald mit fachlicher Anleitung verbringen. Die Lehrer wählen den Schwerpunkt und die geschulten Waldpädagogen bringen den Kindern durch unmittelbares Erleben und eigenes Entdecken den Wald näher. Auch mobile Waldschulen, die in einen Wald in der Nähe der Schule oder des Kindergartens kommen, werden eingesetzt. Diese ausgebauten Transporter haben alles, was man zur pädagogischen Gestaltung des Tages benötigt, zum Beispiel eine integrierte kleine Waldausstellung, ein kleines Labor, Lupen, Untersuchungsgeräte, Bestimmungsbücher und Material zum Basteln.

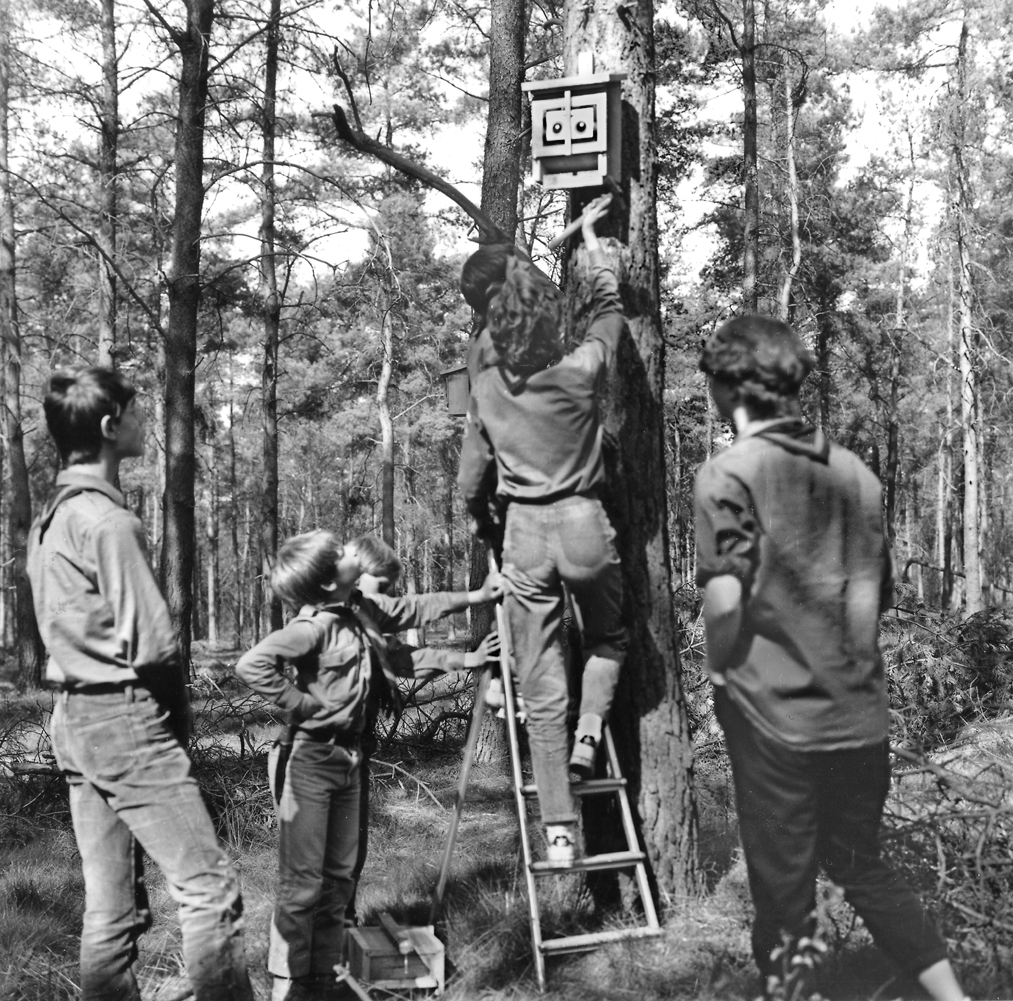
Waldjugend-Mitglieder beim Befestigen eines Fledermaus-Wiederansiedlungskastens

#### Waldjugend
Die Jugendorganisation der SDW ist die Deutsche Waldjugend (DWJ). Sie ist der älteste Umweltschutz-Jugendverband in Deutschland. Sie wurde 1957 von Klaus Gundelach gegründet und ist in Deutschland mit ungefähr 400 Ortsgruppen vertreten. Die DWJ will bei ihren jungen Mitgliedern das Verständnis für die Notwendigkeit einer intakten Natur wecken. Seit 1975 verleiht die DWJ jedes Jahr den Klaus-Gundelach-Preis an Gruppen oder Einzelpersonen der Deutschen Waldjugend für herausragende Leistungen.

### Relevante Tätigkeiten der SDW
Außer bei der Rettung der Alleen in den neuen Bundesländern ist die Schutzgemeinschaft Deutscher Wald gegenwärtig in zahlreichen Bereichen des Naturschutzes tätig.

#### Grüner Tisch
1992 rief die SDW einen „Grünen Runden Tisch“ ins Leben, um den Waldschutz voranzutreiben. Hierbei wirken Umwelt- und Naturschutzverbände und Vertreter aus Politik, Wirtschaft, Wissenschaft und Gesellschaft mit. Unter anderem wurden Stellungnahmen zu Themen wie „Wald und Verkehr“, „Wald und Energie“ sowie „Wald und Landwirtschaft“ erarbeitet und an die politisch Verantwortlichen weitergegeben.

#### Kuratorium „Baum des Jahres“
Die SDW ist Mitglied im Kuratorium Baum des Jahres und ist an der jährlichen Auswahl des Baumes beteiligt. Ferner ist sie bestrebt, Bäume, die durch neuere Waldbaumethoden aus den Wäldern verdrängt wurden, beispielsweise die Eibe, wieder natürlich anzusiedeln.

#### Rettet die Kastanien
Am 2. November-Wochenende jeden Jahres ruft die Schutzgemeinschaft Deutscher Wald zum Aktionstag „Rettet die Kastanien“ auf. Kastanienbäume leiden unter der Rosskastanienminiermotte, die sich kurz nach dem Austrieb durch die Blätter frisst, so dass diese bereits in den Sommermonaten vertrocknen. Als einziges Gegenmittel wirkt das vollständige Sammeln der Blätter und das anschließende Verbrennen des Laubes. Bundesweit unterstützen zahlreiche Kommunen diese Aktion. Im November 2008 wurde die erste zentrale Veranstaltung des bundesweiten „Tages der Kastanie“ in Uetersen durchgeführt. Bei dieser Aktion, bei der rund fünfhundert Helfer tätig waren, wurden nach Schätzungen der SDW etwa zweihundert Millionen Larven vernichtet. Parallel fanden in über vierhundert Städten und Gemeinden ähnliche Aktionen statt.

#### Positionspapiere
Der Bundesverband erarbeitet Positionspapiere, so zum Beispiel die „Stellungnahme der Schutzgemeinschaft Deutscher Wald zum Thema Flächenverbrauch in Deutschland“ oder „10 Forderungen für eine auf Zukunft ausgerichtete Forst- und Holzwirtschaft“.

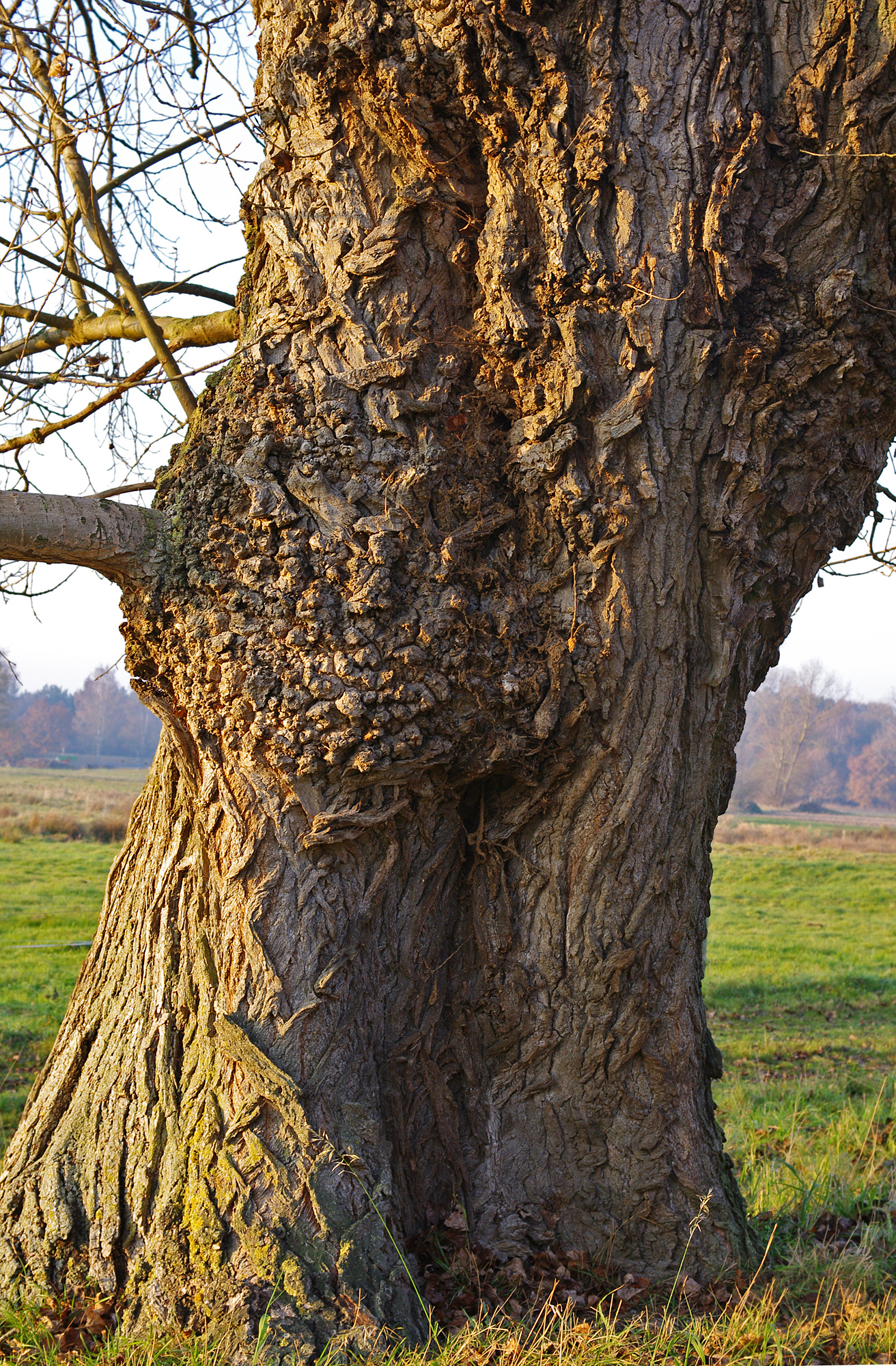
Baum des Jahres 2006 – Echte Schwarz-Pappeln sind oft krumm gewachsen und haben eine bizarre Borkenstruktur.

#### Öffentlichkeitskampagnen
Zu besonderen Anlässen, zum Beispiel zur Ausrufung der Schwarz-Pappel zum „Baum des Jahres“ 2006, startet die SDW Öffentlichkeitskampagnen, unter anderem mit Faltblättern. Ein regelmäßig in jedem Jahr veröffentlichtes Faltblatt Natur des Jahres hat eine Auflage von 22.500 Stück. Presseinformationen über Aktionen laufen über die Website oder über ein Presseabo.

#### Goldene Tanne
Die „Goldene Tanne“ ist eine Anerkennung der Schutzgemeinschaft Deutscher Wald, mit der Menschen geehrt werden, die sich um den Schutz des Waldes und dessen Zukunftssicherung verdient gemacht haben. Die bisherigen Preisträger:
2004: Freistaat Sachsen
2005: Freistaat Sachsen
2006: Peter Hauk, Minister für Ernährung und Ländlichen Raum in Baden-Württemberg
2008: Angela Merkel, Bundeskanzlerin
2009: Landkreis Grafschaft Bentheim
2010: Ilse Aigner, Bundesministerin für Ernährung, Landwirtschaft und Verbraucherschutz
2011: Christine Lieberknecht, Ministerpräsidentin Thüringen
2012: Karl-Josef Meiwes (NW-FVA Göttingen) und Klaus von Wilpert (FVA Baden-Württemberg)
2013: Hermann Onko Aeikens, Minister für Landwirtschaft und Umwelt des Landes Sachsen-Anhalt
2014: Georg Schirmbeck, Präsident des Deutschen Forstwirtschaftsrates
2015: Klaus Töpfer, ehemals UNO-Unter-Generalsekretär und Bundesumweltminister
2016: Cajus Julius Caesar
2017: Philipp Freiherr zu Guttenberg
2018: Alois Gerig, Vorsitzender des Ausschusses für Ernährung und Landwirtschaft im Deutschen Bundestag
2019: Reinhold Jost, Minister für Umwelt und Verbraucherschutz im Saarland

#### Publikationen
- Seit 1950 gibt die SDW eine eigene Verbands- und Fachzeitschrift mit dem Titel Unser Wald heraus. Sie entstand aus der Zeitung „Das Grüne Blatt“. Das Periodikum erscheint alle zwei Monate in einer Auflage von 10.000 Exemplaren. Unser Wald kam zwischen 2007 und 2009 hin und wieder auch als Gemeinschaftsausgabe zusammen mit der Bundeszeitschrift der Deutschen Waldjugend heraus.
- Die SDW gibt zahlreiche Broschüren, Bauanleitungen für Vogelnistkästen, Falt- und Merkblätter heraus, zum Beispiel über „Vielfalt des Lebens – Biodiversität in unserem Wald“, „Wald und Kunst – kreativ werden mit Holz und Bäumen“, „Der Natur auf der Spur“ oder „Mensch und Baum, Brauchtum – Märchen – Mythen“.
- Buchveröffentlichungen in der Herausgeberschaft der SDW:
  - Klaus Hamann: Handbuch für den Naturschutz-Praktiker. Pro Business, Berlin 2006, ISBN 978-3-939000-95-2;
  - Hartmut Tauchnitz: Bäume sind Freunde. Die Bedeutung der Bäume für unser Leben und unsere Kultur. SDW Münster, Münster 2005;
  - Michael Heupel: Naturwaldforschung im Saarland am Beispiel der Naturwaldzelle Hoxfels. SDW Lvb Saarland, Forschungszentrum Waldökosysteme, Göttingen 2002;
  - Eugen Rauner: Der Wald, seine Bäume und Sträucher. SDW Lvb Bayern, München 2000;
  - Kathrin Saudhoff u. a.: Mit Kindern in den Wald. Wald-Erlebnis-Handbuch. Planung, Organisation und Gestaltung. SDW Lvb Niedersachsen, Ökotopia, Münster 1998, ISBN 3-931902-25-0;
  - Kurt G. Blüchel: Tropischer Regenwald – der Garten Eden darf nicht sterben. Pro-Terra-Bücher, München 1996.

## Präsidenten der SDW

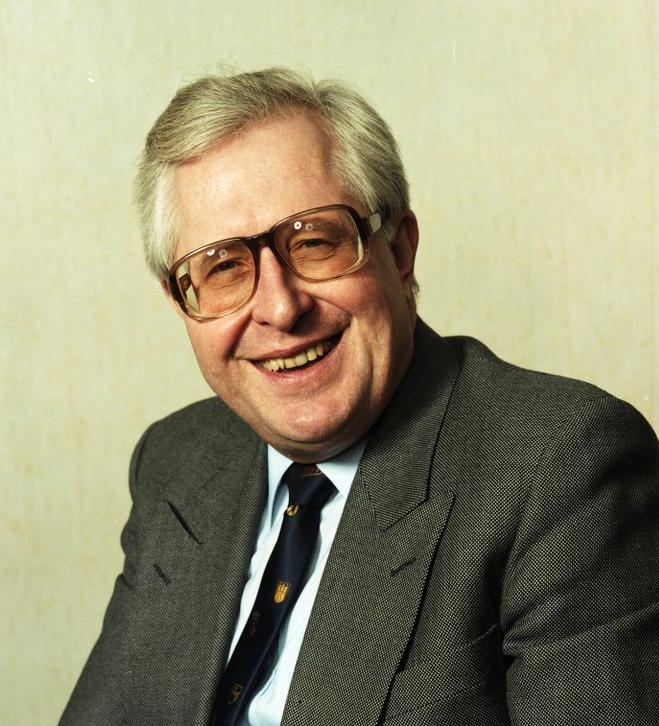
Von 1980 bis 1984 war Bernhard Vogel Präsident der SDW.

Die Präsidenten der SDW sind traditionell bekannte Politiker aus der CDU oder der CSU:
- 1947–1956: Robert Lehr
- 1956–1963: Hans Ehard
- 1963–1980: Helmut Lemke
- 1980–1984: Bernhard Vogel
- 1984–1988: Fritz Graf Brockdorff
- 1988–1992: Reinhard Freiherr von Schorlemer
- 1992–2021: Wolfgang von Geldern
- 2021–        : Ursula Heinen-Esser